# Северин (певачица)
Жозијен Гризо (Париз, 10. октобар 1948), познатија као Северин (фр. Séverine), француска је певачица.

## Биографија
У својој 21. години Северин је победила на Песми Евровизије 1971. године за Монако, изводећи песму Un banc, un arbre, une rue, уз музику Жан-Пјера Буртера и текст Ива Деске у Даблину. Оригинална француска верзија је достигла 9. место на британској листи синглова у мају 1971. године.
Северин је покушала још два пута да победи на Песми Евровизије, учествујући у немачком националном финалу 1975. и 1982. године. Ниједна песма није победила. Пратила је делегацију Монака на Песми Евровизије 2006. у Атини.